# Stevan Mačković
Stevan Mačković (Subotica, 1959.) je povjesničar, vojvođanski Hrvat.  

## Životopis
Stevan Mačković rođen je 1959. godine u Subotici, gdje se i školovao do odlaska na studije u Novi Sad. Diplomu prof. povijesti stiče 1984. godine. Radio je kao nastavnik u osnovnoj školi, te u Gradskom Muzeju. Od 1985. do 1988. godine je asistent na za predmet povijest Jugoslavije, na Filozofskom fakultetu u Novom Sadu. Vratio se u Suboticu krajem 1988. godine, nakon jogurt revolucije. U subotički Povijesni arhiv dolazi početkom 1992. godine i radi kao arhivist. Redovito publicira povjesničarske i radove iz oblasti arhivistike, studije i članke, mahom u lokalnim, ali i inozemnim časopisima. Sudionik je Drugog kongresa hrvatskih povjesničara (Pula, 2004)]. Od 2009. godine ima zvanje arhviskog savjetnika. Glavni je urednik časopisa Arhiva - Ex Pannonia i član uredništva Leksikona podunavskih Hrvata – Bunjevaca i Šokaca. Autor je jedne autorske monografije - Industrija i industrijalci Subotice 1918-1941, Istorijski arhiv, Subotica 2004.  i dvije koautorske - Nastanak i razvoj predškolstva u Subotici, PU Naša radost, Subotica, 2004. i Crveni krst u Subotici 1886 – 2006, Crveni krst, Subotica 2006  Arhivirana inačica izvorne stranice od 4. ožujka 2016. (Wayback Machine). Od lipnja 2001. godine nalazi se na mjestu ravnatelja subotičkog Povijesnog arhiva. Radi na poboljšanju međunarodne suradnje Arhiva. U 2016. organizirao je međunarodnu konferenciju - Deveti subotički arhivski dan.

## Djela

### Monografije
- Industrija i industrijalci Subotice (1918-1941), Subotica 2004, str. 508.
- Nastanak i razvoj predškolstva u Subotici, PU Naša radost, Subotica, 2004. (koautor)
- Crveni krst u Subotici 1886-2006, Subotica 2006.(koautor)[7]
- 60 godina delatnosti Istorijskog arhiva Subotica, A szabadkai Történelmi levéltár 60 éves tevékenysége,Subotica 2007.
- Gradska kuća Subotica -Városháza Szabadka 1912-2012, Subotica 2012, str. 350. (koautor)[8]

### Studije, članci:
1. Ideološko-politička orijentacija listova Nepszava i Narodni glas,  Godišnjak Društva istoričara Vojvodine, 1983, Novi Sad 1986, str. 5-31.
2. Zadužbine s objektima u Subotici, Rukovet br. 29, Subotica 1993, str. 300 – 310.
3. Jevreji i metaloprerađivačka industrija u Subotici 1918-1941, Rukovet, 4-5, Subotica 199, str. 85-93.
4. Gradski bibliotekari Mijo Mandić i Rade Lungulov, Rukovet, 6-7, Subotica 1994,  str. 48-52.
5. A zsidók szerepe szabadka fémiparnak kialakulásban, Űzenet, 7-8,  Subotica, 1995. str.  470-484.
6. Subotički Rotari klub 1936. godine, Rukovet, 7-8-9, Subotica 1995, str. 5-51.
7. Mijo Mirković (1898-1963) profesor subotičkog Pravnog fakulteta kao ekonomski istoričar, Rukovet, 4-5-6, Subotica 1996, str. 21-23.
8. Zanatlije Subotice po državnom popisu 1828. godine, Ex Pannonia, 1, Subotica, str. 41-58
9. Građevinska industrija u Subotici (1918-1941), Ex Pannonia,2, Subotica 1996,  str. 23-46
10. Još nešto o porodici (porodicama) Ingus, Palics és környéke, 3, decembar 1998.
11. Porodica Rot, fabrikanti šešira, Rukovet, 7-8-9., Subotica 1998, str. 57-60
12. Szabadkai gyárak-Palics környezetszenyezöi 1939-ben, Palics és környéke, 4, Subotica, januar 1999, str. 11
13. O proslavi povodom 15 godina od oslobođenja Subotice, Bunjevačke  novine, II, 1, Subotica, januar 1999, str. 11
14. A palicsiak kívetelése az 1926-os közgyülésen, Palics és környéke,5,  Subotica, februar 1999,
15. Subotica 1918-1938, iz pera gradskog senatora dr Matije Evetovića,  Bunjevačke novine, II,2, Subotica, februar 1999, str. 12-13
16. A Palicson felépitendö két templom terverirül, Palics és környéke, 6, Subotica,  mart 1999, str.33-35
17. Naredba za Palić iz 1936. godine, Palics és környéke, 7-8, Subotica, april 1999, str. 12
18. Stipan Matijević, prvi gradonačelnik Bunjevac, Bunjevačke novine, 4,  Subotica, april 1999, str. 11
19. Vranje Sudarević, Bunjevačke novine, 5, Subotica, maj 1999, str.11
20. Gradonačelnik Stipić i lokalna samouprava, Bunjevačke novine, 6,Subotica, jun 1999, str.11
21. Gradonačelnici malih ovlaštenja, Bunjevačke novine, 7, Subotica,  jul 1999, str.11
22. A hatalom viszonyulása a prosztitúciohoz a II. világháboru elött és után,  Bácsország, 7-8, Subotica, jul-avgust 1999, str. I-IV
23. 1944. májusban Palicson (angol?) repülögep zuhont le, Palics és környéke, 8, Subotica, avgust 1999, str. 26
24. Hogyon gazdálkodott Szabadka Palicsfürdével a két háború között? I  deo,  Palics és környéke, 9, Subotica, septembar 1999, str. 9-10
25. Hogyon gazdálkodott Szabadka Palicsfürdével a két háború között? II  deo,  Palics és  környéke, 10, Subotica, oktobar 1999, str. 10
26. Kevés föld és sok gyerek,, Palics és  környéke 10, Subotica, novembar 1999, str. 11
27. Odnos vlasti prema prostituciji pre i nakon Drugog sv. rata,  Rukovet, 5-      6-7, Subotica, 1999, str. 79-81
28. Sresko načelstvo Subotica (1934-1941), Ex Pannonia 3-4, Subotica  2000, str. 23- 42
29. Egy méhesz kérvénye, Palics és környéke, 5, Subotica, maj 2000, str. 10
30. Subotički lekari između dva rata (1918-1941) angažovani i u drugim javnim  delatnostima, Sto godina od prvog naučnog sastanka lekara i prirodoslovaca  1899-1999, Vek naučnih pregnuća, Subotica 2000, str.125-139
31. Leszakot a molo..., Palics és környéke, 9, Subotica, septembar 2000, str.11
32. A palicsi halászatról (1922-1941), Palics és  környéke, 12, Subotica,  decembar 2000, str.10,11
33. A szekicsi (Lovćenac) német gyújtótábor 1944-1946-ban, Bácsország,  Milleniumi szám, Subotica 2001, str. 101-107
34. Crtice o dvotačkašima u Subotici, Rukovet, 5-6-7, Subotica 2002, str.34-37
35. Od »Hartman és Conen R.t.« do »29. Novembra«, Ex Pannonia 5-6-7, Subotica 2003, str. 25-31
36. Logor za Nemce u Sekiću (1944-1946), Ex Pannonia 8, Subotica 2004, str. 16-27
37. A modernizáció hordozóikénet fellépő zsidó gyáriparosok Szabadkán, az 1918-1945  közötti időszakban, Bácsország, 30. szam, Subotica 2004, 69-71
38. Jedno izvješće o Bunjevcima iz 1934.,  Klasje naših ravni, 5-6, Subotica 2004, str. 90-96
39. Političko djelovanje i učinak Josipa Vukovića Đide 1926-1941., Klasje naših ravni, 1-2, Subotica 2005, str. 75-84
40. Obilježavanje tisućugodišnjice hrvatskog kraljevstva u Subotici, Klasje naših ravni, 3-4, Subotica 2005, str. 103-105
41. Proslava 250. obljetnice doseljavanja veće skupine Bunjevaca (1686-1936), Hrvatska revija, 3, Zagreb 2005, str. 44-53[9]
42. Tri subotičke matice, Subotička matica, Bunjevačka prosvetna matica i Matica subotička, Klasje naših ravni, 3-4, Subotica 2006, str. 66-75
43. Od Kramera do Željezničara a.d., Ex Pannonia 9-10, Subotica 2006, str. 25-31
44. A szabadkai gyáripar történetének levéltári forásai, Bács – Kiskun megye múltjából,  br. 21, Kecskemét 2006, str. 301 -305
45. Stjepan Podhorsky u dva projekta: Crkve u Maloj Bosni i Đurđevcu, Klasje naših ravni, 11 – 12, Subotica 2006, str. 76-79
46. Bunjevci Subotice između dva svjetska rata, Urbani Šokci, Zbornik s   međunarodnog okruglog stola 28. travnja 2006, Osijek 2006, str. 103-121
47. Istina, na primeru Sekića, Die wahrheit am beispil von Sekitsch, Az igazság Szikics példáján, Logor za Nemce u Sekiću, str. 53-132, Novi Sad 2007.
48. Hrvatski katolički orao - Subotica, Hrvatska revija, 4, Zagreb 2007. str. 102-111.
49. Hrvatski katolički orao – Subotica kroz arhivsko gradivo, Klasje naših ravni, 3 – 4, Subotica 2007, str. 90 -105
50. Kulturni i drugi javni nastupi od 1918. do1923. godine, Klasje naših ravni, 7 – 8, Subotica 2007, str. 89 -107
51. Planovi za podizanje dvije crkve na Paliću, Klasje naših ravni, 3 – 4, Subotica 2008, str. 106 -110
52. Istorijski arhiv Subotica, rezultati rada i polje djelovanja u tranzicionom periodu, Arhivska praksa br. 10, Tuzla 2008, str. 349-362.
53. Arhivsko gradivo znaćajno za izučavanje povijesti Srijema u vojvođanskim arhivima, Zbornik radova „Identitet Srijema u prošlosti i sadašnjosti”, Nijemci 2008, str. 464 – 469.
54. Kulturni događaji u Subotici u prvim godinama nakon rata, Rukovet, 10-11-12, Subotica 2008, str.32 – 44.
55. Položaj Bunjevaca Subotice između dva svjetska rata, Klasje naših ravni, 1 – 2, Subotica 2009, str. 78 -85.
56. Matija Evetović kao paradigma položaja Bunjevaca Hrvata u Subotici, Klasje naših ravni, 3 – 4, Subotica 2009, str. 105 -110.
57. O pokušaju preodgoja prostitutki 1945/46. godine, Klasje naših ravni, 5 – 6, Subotica 2009, str. 96 -100.
58. Diploma slobodnog kraljevskog grada Maria Theresiopolis od 1779.  godine, Klasje naših ravni, 7 – 8, Subotica 2009, str. 3-19. / autor zajedno s dr. Slavenom Bačićem
59. Diploma slobodnog kraljevskog grada Maria Theresiopolis od 1779.  godine, Glasnik arhiva Slavonije i Baranje, 10, Osijek 2009, str. 394 - 412 /  autor zajedno s dr. Slavenom Bačićem
60. O strukturi i profilu korisnika arhivske građe u Istorijskom arhiva Subotica (2005-2008), Arhivska praksa br. 12, Tuzla 2009, str. 311-322.
61. Kratak pregled fondova hrvatske provenijencije, Klasje naših ravni, 9 – 10, Subotica 2009, str. 95 - 105.
62. Život i djelo dr. Matije Evetovića kao paradigma položaja Bunjevaca u Subotici, Urbani šokci 3, Ugledni Šokci i Bunjevci, Zbornik s   međunarodnog okruglog stola 15. svibnja 2008, Osijek 2009, str. 261- 271.
63. Iz povijesti svakodnevice, Klasje naših ravni, 3 – 4, Subotica 2010, str. 96 - 102.
64. Subotica 1933. godine po izvješću Kulturno-socijalnog odjela, Klasje naših ravni, 7 – 8, Subotica 2010, str. 102 - 107.
65. Mesto i uloga Istorijskog arhiva Subotica u realnoj lokalnoj i virtualnoj svetskoj zajednici, ), Arhivska praksa br. 13, Tuzla 2010, str. 34-44.
66. Kako je Lazar Stipić 1926. planirao prodaju mađarskih umjetnina,  Klasje naših ravni, 1 – 2, Subotica 2011, str. 94 - 99.
67. Katalog analitičkog inventara odjeljenja Senata Veliki bilježnik za godine 1919. i 1920., Godišnjak za znanstvena istraživanja Zavoda za kulturu vojvođnaskih Hrvata, br.2, Subotica 2010, str. 283 – 322.
68. Bački Bunjevci između Beograda i Zagreba (1918. – 1941.), Identitet bačkih Hrvata, Zbornik radova međunarodnog znanstvenog skupa, Zagreb-Subotica 2010, str. 109-125.
69. Dnevnik partizana, od Subotice do Blajburga (Bleiburg), Rukovet, br. 9-12, Subotica, 2011, str. 40 - 47.
70. Dosadašnja i sutrašnja suradnja Historijskoga arhiva Subotica u ozračju europskih povezivanja, Klasje naših ravni, 7 – 8, Subotica 2011, str. 108  - 110.
71. Svjedočanstvo o odnosu Policije prema hrvatskim prvacima u Subotici uoči parlamentarnih izbora 1925. Klasje naših ravni, 1 – 2, Subotica 2012., str. 111-115
72. Ulomci za povijest Subotice u 1925. godini, Godišnjak za znanstvena istraživanja Zavoda za kulturu vojvođnaskih Hrvata, br.3, Subotica 2012, str. 123-154.
73. Sportske, nogometne i ostale igre, u povodu četvrt stoljeća Bačke (1926.), Klasje naših ravni, 3 – 4, Subotica 2012, str. 103  - 107.
74. Gradska kuća i Subotica (1902-1941) trajanje i promjene, Klasje naših ravni, 7 – 8, Subotica 2012, str. 80  - 99.
75. O analitičkim inventarima odeljenja Senata, Ex Pannonia 15- 16, Subotica 2012, str. 71- 77.
76. Gradska kuća Subotica, Városháza Szabadkan, 1912-2012, Gradska kuća u novoj Kraljevini, Subotica 2012, str. 80-99
77. O Franjevcima, Klasje naših ravni, 7 – 8, Subotica 2012, str. 80  - 99.
78. Bački Bunjevci između Beograda i Zagreba (1918. – 1941.), Croatian-Serbian Relations – Resolving Outstanding Issues : Srpsko-hrvatski odnosi – rešavanje otvorenih pitanja, Centar za istoriju, demokratiju i pomirenje i Udruga za povijest, suradnju i
79. pomirenje : Maximagraf, Petrovaradin, 2012. str. 81-95,
80. Dio foto ilustracija u tri sveska Danice iz 1942., 1943., i 1944. godine, Klasje naših ravni, 1 – 2, Subotica 2013, str. 115,116.
81. Bunjevci u subotičkim tijelima vlasti (1918. – 1929.), Hrvati u Vojvodini identitet(i), procesi i društvene aktivnosti, Zagreb-Subotica 2012, str. 113-135.
82. Bunjevci u subotičkim tijelima vlasti (1918. – 1929.), Klasje naših ravni, 3 – 4, Subotica 2013, str. 103-116.
83. Naučno informativna sredstva i korisnici (teorija i praksa u Istorijskom arhivu Subotica), Arhivska praksa 16, Tuzla 2013, str. 282-288.
84. Društveno ozračje u Subotici na prijelazu 20-30-tih godina XX stoljeća, Dani Balinta Vujkova dani hrvatske knjige i riječi, Zbornik radova sa znanstvenih skupova 2011.-2012., Subotica 2013, str. 115-124.
85. Holokaust – edukacija o prošlosti, kao uslov boljoj budućnosti na primeru Subotice (O izvorima koji svedoče o žrtvama holokausta s ovog područja) Croatian-Serbian Relations – Resolving Outstanding Issues : Srpsko-hrvatski odnosi –
86. rešavanje otvorenih pitanja, Centar za istoriju, demokratiju i pomirenje i Udruga za povijest, suradnju i pomirenje : Maximagraf, Petrovaradin, 2013. str.
87. Pregled fondova kojima u imenu stoji pridjev hrvatski i drugih od značaja za izučavanje Bunjevaca bačkih Hrvata u Povijesnom arhivu Subotica, Glasnik Arhiva Slavonije i Baranje, br. 12,  Osijek 2013, str. 57-77.
88. Mijo Mirković, Subotica i Pravni fakultet u prvim godinama njegovog dolaska, Ex Pannonia 17, Subotica 2013, str. 5-16.
89. Bački Bunjevci i Šokci između dvaju svjetskih ratova, Vukovarski zbornik 8, Ogranak Matice Hrvatske Vukovar, Vukovar 2013, str. 103-115.
90. Civilne žrtve među bunjevačkim Hrvatima nakon oslobođenja (1944. – 1946.), Godišnjak za znanstvena istraživanja Zavoda za kulturu vojvođnaskih Hrvata, br. 5, Subotica 2013, str. 109-132.
91. O ratnim stradanjima porodice Varga, Rukovet br. 1-4, Subotica 2014, str. 61-65.
92. A holokauszt – ismertető a múltról Szabadka példáján a szebb jövő feltételeként, Bácsország, 69, 2014/2, Subotica, str. 35-40.
93. Szabadkai iparosok nemzetiségi összetetéle a két világháború között, BÁCS-KISKUN MEGYE MÚLTJÁBÓL XXVI, Kecskemét, 2014, 88-104.
94. O javnim službenicima (službama) u Subotici (1918–1941), Ex Pannonia 18, Subotica 2014, str. 5-20.
95. Subotica u još hladnijim danima, Memento 70, Szabadka gyásznapjai 1944-2014, Budapest-Szabadka 2014, str. 42-51.
96. O počecima Dužijance i Katoličkog divojačkog društva, Revija Dužijanca, br. 1, Subotica 2014, str. 96-97.
97. Gdje su u Subotici pokapani vojnici iz Hrvatske, a gdje Subotičani u Hrvatskoj za vrijeme velikog rata (1914-1919), Klasje naših ravni, 5 – 8, Subotica 2014, str.105 - 109.
98. Upisi u Matičnu knjigu umrlih (1914. – 1919.) subotičkog Matičnog ureda poginulih vojnika bunjevačkih Hrvata (A-B), ), Klasje naših ravni, 9 – 12, Subotica 2014, str.104 - 110.
99. O Subotici u Vojnoj granici i Franzu Vaničeku  u djelima Ištvana Ivanjija,
100. Utjecaji državne ideologije i prakse na subotičke Bunjevce (1918. – 1941.), Bunjevci u vremenskom i prostornom kontekstu, Zagreb 2014, str. 101-116.
101. Upisi u matičnu knjigu umrlih (1914. – 1919.) subotičkog matičnog ureda poginulih vojnika bunjevačkih hrvata (Od Katancsics Andrása, do N),  Klasje naših ravni, 1 – 4, Subotica 2015, str. 83 - 90.
102. Kiemelkedő zsidó gyárosok,  Élettől az életig a holokauszton át,  Szabadka 2015, str. 83-113.
103. Crtice o tome kako je Subotica gazdovala  Kupalištem Palić u međuratnom periodu (1918-1941), Ex Pannonia 19, Subotica 2015, str 11-19
104. Upisi u matičnu knjigu umrlih (1914. – 1919.) subotičkog matičnog ureda poginulih vojnika bunjevačkih hrvata (N-S), Klasje naših ravni, 1 – 4, Subotica 2016, str. 108 - 116.

### Analitički inventari
- Sresko načelstvo Subotica (1934-1941), sv. I, (1934-1936. g.), Istorijski arhiv Subotica, Subotica 1997
- Sresko načelstvo Subotica (1934-1941), sv. II, (1937. g.), Istorijski arhiv Subotica, Subotica 1997
- Sresko načelstvo Subotica (1934-1941), sv. III, (1938. g.), Istorijski arhiv Subotica, Subotica 1997
- Sresko načelstvo Subotica (1934-1941), sv. IV, (1939-1941. g.) Istorijski arhiv Subotica, Subotica 1997

### Katalozi izložbi
- "50. godina od pobede nad fašizmom, Subotica od okupacije do slobode", Subotica 1995
- "Iz depoa Arhiva - arhivalije od terezijanskog do modernog doba",  Subotica, rujan 2002
- "Živeti zajedno - Együtt élni, Novi Sad – Subotica, 2006[10][11]
- "Arhiv i škola -  A Levéltár és az iskola", Subotica, 16 -30,05.2007.
- Subotičke gradske kuće (1751-1919), Subotica, 3.09. – 24. 09.2010.,[12] Osijek, 8.11. – 22.11.2010.[13]

### Član uredništva i leksikografski prilozi
Leksikon podunavskih Hrvata-Bunjevaca i Šokaca, sv. 1-10, A-I, Subotica 2004. – 2010.
A, 1:
1.    Agrarna reforma (S.Bačić)
B-Baž, 2:
2.    Batina
3.    Bačvanin
4.    Banka (M. Grlica)
Be-Br 3:
5.    Bešlić, Antun
6.    Bogdanov, Vaso
7.    Borba, list Radikalne stranke
Bu, 4:
8.    Bunjevačka omladinska zajednica ( K. Bušić)
9.    Bunjevačke novine (1924-1927), glasilo zemljodilske i radikalne stranke
10.  Bunjevačke novine, subotički tjednik 
C-Ć, 5:
11.  Conen Jakobčić, Vilim
12.  Crnković, Ivan (K. Bušić)
D, 6:
13.  Damjanov, Jakša ( N. Ušumović)
14.  Dulić, Đuro
15.  Dulić, Marko
16.  Dulić, Oliver
Dž – F, 7:
17.  Đelmiš, Gavro ( M. Bara)
18.  Đorđević, Dragoslav
19.  Đorđević-Malagurska, Mara ( E. Bažant)
20.  Evetović, Matija
G, 8:
21.  Glas Naroda
H, 9:
22.  Hrabak, Bogumil
23.  Hrvatska eskomptna banka d.d. podružnica u Subotici
24.  Hrvatska kulturna zajednica
25.  Hrvatska privredna omladina
26.  Hrvatska starokatolička crkva ( T. Žigmanov)
27.  Hrvatska sveopća kreditna banka d.d. filijala u Subotici
28.  Hrvatske novine
29.  Hrvatske seljačke zadruge
30.  Hrvatski katolički orao u Subotici
31.  Hrvatsko crkveno pjevačko društvo Svete Cecilije
32.  Hrvatsko pjevačko društvo Neven
I, 10:
33.  Išpanović, Matija
34.  Istina, politički list
35.  Istra-Trst-Gorica potporno društvo
36.  Ivanić, Ivan
37.  Iványi, István
38.  Ivić, prof. Aleksa
39.  Ivković Ivandekić, Ivan
40.  Ivković Ivandekić, dr. Mirko
41.  Iskruljev, Toša
J, 11:
42.  Jadranska straža ( M. Bara, M. Cvetanović)
43.  Jakobčić, Eugeb ( E. Hemar )
44.  Jakobčić, Mirko
45.  Jakobčić selo
46.  Jakšić, Ivan
47.  Jankač, Matej (Lj. Vujković Lamić )
48.  Jeremić, Risto
49.  Jovan Nenad (M. Grlica )
50.  Jugoslavenska banka d. d. podružnica u Subotici
51.  Jugoslavenski Lloyd u Subotici
52.  Jugoslavenski nacionalni list
53.  Jugoslavenski narod
54.  Jugoslovenski život
55.  Jurić, Marko
K –Knj, 12:
56.  Karakašević, Gavra
57.  Karanović, Mladen
58.  Katolički krug
59.  Katolički krug Subotica
60.  Katolički pučki savez
61.  Katoličko divojačko društvo
62.  Katolički pučki savez
63.  Katoličko momačko društvo

## Nagrade
- Dobitnik je nagrade Dr Ferenc Bodrogvari.[15] 2006. godine za knjigu Industrijalci Subotice 1918. – 1941.

## Vanjske poveznice
- Hrvatska riječ: Kapitalno djelo na koje se dugo čekalo. Članak napisao Davor Bašić Palković[neaktivna poveznica]
- HAD: Iz tiska izašao deseti svezak Leksikona podunavskih Hrvata
- suistorija[neaktivna poveznica]
- web stranica Arhiva
- Subotica danas, 24.10.2014. razgovor s Natašom

- K23TV Razgovor s povodom: Stevan Mačković
- YuEco Yueco popodne 27.10.2014.